# NGC 7700
NGC 7700 (również PGC 71777) – galaktyka spiralna (S0-a), znajdująca się w gwiazdozbiorze Ryb. Odkrył ją Albert Marth 18 listopada 1864 roku.